# オレグ・クリサ
- オレフ・ヴァシリオヴィチ・クルイサ
- オレフ・クルイサ
- オレグ・クルイサ
- オレフ・クリサ

オレグ・ヴァシリエヴィチ・クリサ（ロシア語: Олег Васильевич Крыса, ウクライナ語: Олег Васильович Криса, ラテン語表記例: Oleg Vasilyevich Krysa, Oleh Vasylovych Krysa;1942年6月1日 - ）は、ソ連出身で、アメリカで活動するヴァイオリニスト、教育者。

## 経歴
生い立ち
1942年、ウクライナ・ソビエト社会主義共和国・ウハネで生まれ、リヴィウにて育った。6歳からヴァイオリンを始め、1960年にモスクワ音楽院に入学してダヴィッド・オイストラフに師事。モスクワ音楽院在学時より、旧ソ連圏参加者初のパガニーニ国際コンクール優勝を飾るなど、各種のコンクールで名前を轟かせた。
音楽院卒業後
音楽院卒業後は、キエフ・フィルハーモニーのソリストとして活躍するが、その後、再びモスクワに出てソリストとして世界中の著名な指揮者、オーケストラと共演を重ねた。1977年から1987年には、ベートーヴェン弦楽四重奏団の第一ヴァイオリン奏者としても活躍した。
また、教育者としては、20代でウクライナ国立キエフ音楽院の初代の弦楽科主任に就任した。2年後にはグネーシン音楽学校の同ポストに就任。その後モスクワ音楽院でも教授を務めた。
ペレストロイカと米国移住
1988年にペレストロイカ期のソ連を離れて1989年にアメリカに移住。イーストマン音楽院の教授を務めた。2009年には、東京芸術大学客員教授の職も務めた。
また、ウクライナにおいてはウクライナ国家芸術アカデミー会員。リヴィウ音楽アカデミー名誉教授。なお、クリサの名を冠した「オレグ・クリサ国際ヴァイオリン・コンクール」が設立され、その第1回が、2013年にリヴィウで開かれている。また、チャイコフスキー国際コンクール他、多くのコンクールの審査員を務めている。
なお、クリサは、ソ連時代の音楽の紹介に努め、アルフレート・シュニトケ、シルヴェストロフ、アルチョーモフらの初演を行っている。また、録音活動も活発で、これまでにリリースしたCDは50枚を超える。

## 受賞・栄典
- 1962年、ヴィエニャフスキ国際ヴァイオリン・コンクール第2位[3]
- 1963年、パガニーニ国際コンクール第1位
- 1966年、チャイコフスキー国際コンクール第3位
- 1969年、モントリオール国際音楽コンクール第2位

## ディスコグラフィ
- Schnittke: Works for Violin and Cello (BIS, 2004)
- Schnittke: Violin Sonatas Nos.3 & 4. (BIS, 2004)
- Prelude in Memoriam Shostakovich (BIS, 2004)
- Ravel/Martinu/Honegger/Schulhoff (BIS, 1998)
- Bloch: Concerto For Violin And Orchestra/Poems Of The Sea/Suite Symphonique (BIS, 1995)
- The Leontovych String Quartet • Shostakovitch/Tchajkovsky (Greystone Records, ASIN: B000FEU70Y)